# Sinazongwe
Sinazongwe  este un oraș  în  Provincia de Sud, Zambia. A fost construit in anii '50 pe malul lacului Kariba ca și centru administrativ. Funcția sa economică predominantă o reprezintă pescuitul de Kapenta. Din oraș pleacă feriboturi care fac legătura cu insula Chete.